# The Holiday Sessions
The Holiday Sessions è un 45 giri dei Paramore, realizzato in occasione del Record Store Day del 2013, tenutosi il 20 aprile a Nashville, Tennessee. Delle 700 copie disponibili, 300 sono state vendute durante l'evento, mentre le altre 400 sono state rese disponibili per l'ordinazione online sullo store ufficiale della band sino al 25 aprile.

## Descrizione
Dalla particolare forma di un ibisco rosa, il vinile contiene i tre interludi acustici presenti nel quarto album della band, l'omonimo Paramore. La copertina consiste in una foto dei tre membri della band con dei caratteristici lei hawaiani sullo sfondo di un molo all'imbrunire, con la scritta in sovraimpressione Wish you were here.

## Tracce
Testi e musiche di Hayley Williams e Taylor York, eccetto dove indicato.
1. Interlude: Moving On – 1:30
2. Interlude: Holiday – 1:09 (Williams, Davis)
3. Interlude: I'm Not Angry Anymore – 0:52

## Formazione
- Hayley Williams – voce
- Taylor York – ukulele, percussioni in Interlude: Moving On e Interlude: Holiday
- Jeremy Davis – basso in Interlude: Holiday